# A-League 2006-07
La temporada 2006-07 de la A-League fue la segunda edición de la máxima categoría del fútbol de Australia y Nueva Zelanda. 
La competencia dio inicio el 25 de agosto de 2006 y se extendió durante 21 fechas en la que cada equipo enfrentó tres veces a sus rivales. Al final de la temporada regular los cuatro primeros avanzan a la fase final por el título.
El club Melbourne Victory se coronó campeón tras vencer en la final nacional al club Adelaide United. Este es el primer título en la historia del club que clasifica a la Liga de Campeones de la AFC 2008 junto con el Adelaide United, finalista del torneo y que había obtenido la segunda plaza en la clasificación de la temporada regular.

## Equipos participantes
| Club                   | Ciudad         | Estadio                  | Capacidad |
| ---------------------- | -------------- | ------------------------ | --------- |
| Adelaide United        | Adelaide, SA   | Hindmarsh Stadium        | 17,000    |
| Central Coast Mariners | Gosford, NSW   | Bluetongue Stadium       | 20,119    |
| Melbourne Victory      | Melbourne, VIC | Olympic Park Stadium     | 18,500    |
| Newcastle Jets         | Newcastle, NSW | Energy Australia Stadium | 26,164    |
| New Zealand Knights    | Auckland, NZ   | North Harbour Stadium    | 25,000    |
| Perth Glory            | Perth, WA      | Members Equity Stadium   | 18,156    |
| Queensland Roar        | Brisbane, Qld  | Suncorp Stadium          | 52,500    |
| Sydney FC              | Sídney, NSW    | Aussie Stadium           | 42,000    |

## Tabla de posiciones
| Pos | Equipo                 | PJ | PG | PE | PP | GF | GC | GA  | Pts |
| --- | ---------------------- | -- | -- | -- | -- | -- | -- | --- | --- |
| 1.  | Melbourne Victory      | 21 | 14 | 3  | 4  | 41 | 20 | +21 | 45  |
| 2.  | Adelaide United        | 21 | 10 | 3  | 8  | 32 | 27 | +5  | 33  |
| 3.  | Newcastle United Jets  | 21 | 8  | 6  | 7  | 32 | 30 | +2  | 30  |
| 4.  | Sydney FC              | 21 | 8  | 8  | 5  | 29 | 19 | +10 | 29* |
| 5.  | Queensland Roar        | 21 | 8  | 5  | 8  | 25 | 27 | -2  | 29  |
| 6.  | Central Coast Mariners | 21 | 6  | 5  | 9  | 22 | 26 | -4  | 24  |
| 7.  | Perth Glory            | 21 | 5  | 5  | 11 | 24 | 30 | -6  | 20  |
| 8.  | New Zealand Knights    | 21 | 5  | 4  | 12 | 13 | 39 | -26 | 19  |

* Leyenda: PJ: Partidos jugados; PG: Partidos ganados; PE: Partidos empatados; PP: Partidos perdidos; GF: Goles a favor; GC: Goles en contra; Dif: Diferencia de goles; Pts: Puntos.
     Clasificado a la Liga de Campeones de la AFC 2008 y a la fase final.

     Clasificados a Primera ronda de la fase final.

## Fase final
- El vencedor de la Semifinal Mayor accede directamente a la Gran Final por el título, mientras el cuadro derrotado enfrenta al ganador de la Semifinal Menor por el segundo cupo en la Gran Final.

### Semifinal Mayor (1° vs 2°)
| 28 de enero de 2007 | Adelaide United | 0:0 | Melbourne Victory | Hindmarsh Stadium, Adelaide     |  |
|                     |                 |     |                   | Asistencia: 15.570 espectadores |  |

| 4 de febrero de 2007 | Melbourne Victory | 2:1 | Adelaide United | Newcastle, Melbourne            |  |
|                      |                   |     |                 | Asistencia: 47.410 espectadores |  |

### Semifinal Menor (3° vs 4°)
| 26 de enero de 2007 | Sydney FC | 2:1 | Newcastle Jets | Aussie Stadium, Sídney          |  |
|                     |           |     |                | Asistencia: 21.110 espectadores |  |

| 2 de febrero de 2007 | Newcastle Jets | 2:0 | Sydney FC | Energy Australia Stadium, Newcastle |  |
|                      |                |     |           | Asistencia: 24.330 espectadores     |  |

### Final Preliminar
| 11 de febrero de 2007 | Adelaide United | 1:1 (4-3 pen.) | Newcastle Jets     | Hindmarsh Stadium, Adelaide     |                                 |
|                       | Carl Veart 57'  |                | Vaughan Coveny 74' | Asistencia: 13.800 espectadores | Asistencia: 13.800 espectadores |

### Gran Final
| 18 de febrero de 2007 | Melbourne Victory                                          | 6:0 | Adelaide United | Etihad Stadium, Melbourne       |                                 |
|                       | Archie Thompson 20' 29' 39' 56' 72' · Kristian Sarkies 93' |     |                 | Asistencia: 55.430 espectadores | Asistencia: 55.430 espectadores |

| Bandera de Australia                 |
| Campeón Melbourne Victory 1.º título |

## Máximos Goleadores
* finalizada la temporada regular, no se contabilizan juegos de playoffs.
| Pos. | Jugador         | Club                                   | Goles |
| ---- | --------------- | -------------------------------------- | ----- |
| 1    | Daniel Allsopp  | Melbourne Victory                      | 11    |
| 2    | Archie Thompson | Melbourne Victory                      | 10    |
| 3    | Damian Mori     | Central Coast Mariners Queensland Roar | 8     |
| 3    | Mark Bridge     | Newcastle United Jets                  | 8     |
| 4    | Adam Kwasnik    | Central Coast Mariners                 | 7     |
| 4    | Jamie Harnwell  | Perth Glory                            | 7     |